# 112 (număr de apel de urgență)

112 (număr de apel de urgență)

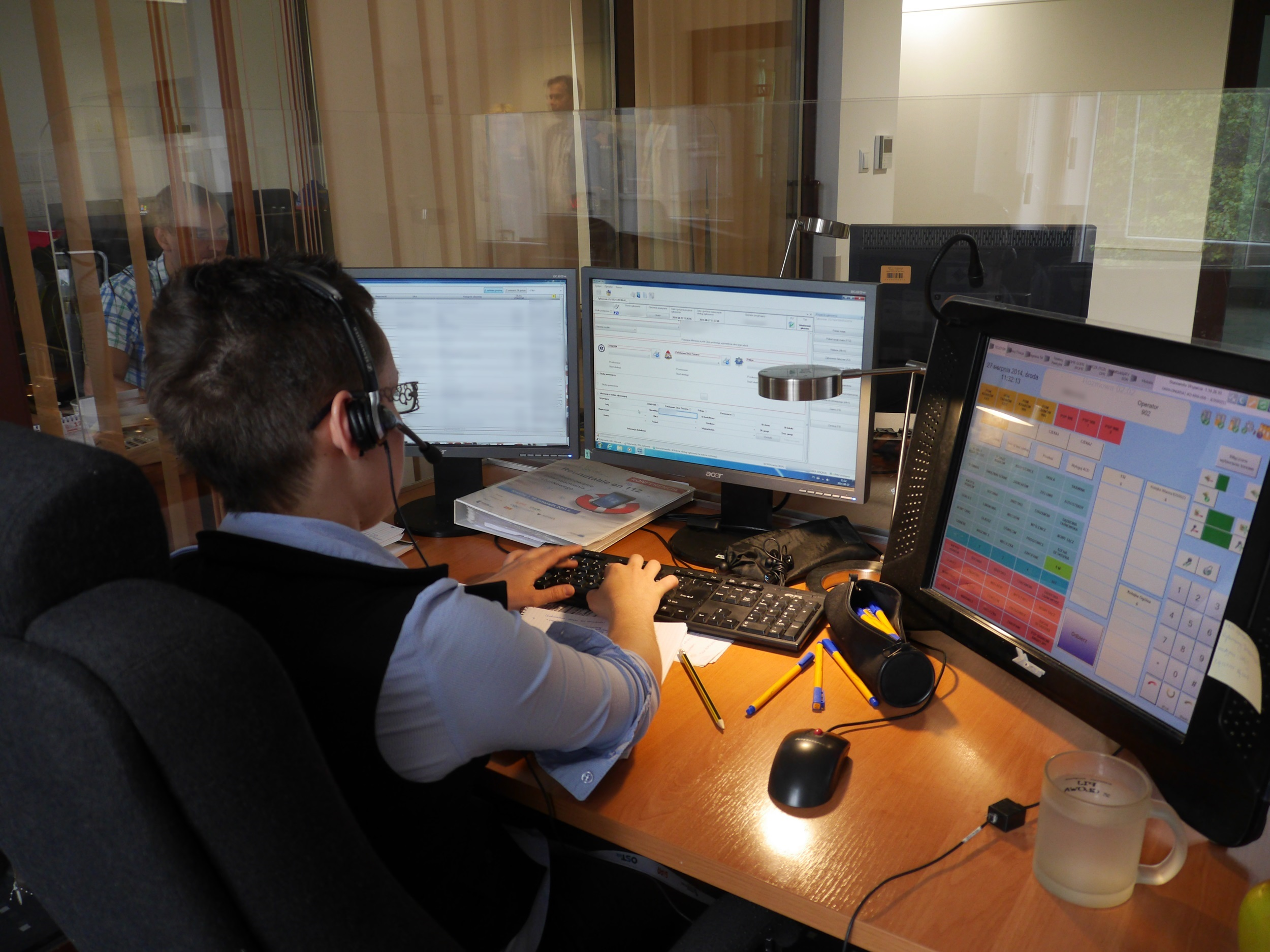
Call center de preluare a apelurilor de urgență din Cracovia, Polonia

112 este numărul internațional de urgență al statelor membre ale Uniunii Europene (din 1991), al Columbiei (America de sud) și în întreaga lume pe rețelele GSM. Numărul este gratuit în toate rețelele mobile și fixe și este unul din cele două numere (pe lângă cel regional de urgență) care poate fi format chiar și când telefonul este blocat. În unele țări apelul este automat redirecționat către numărul local de urgență (America de Nord: 911, Australia: 000).

## Implementarea în România și Republica Moldova
1-1-2 este un serviciu telefonic din România, operat de Serviciul de Telecomunicații Speciale. A fost lansat la nivel național în anul 2005, în urma unei investiții de 40 de milioane de euro, și a avut ca furnizor principal compania suedeză Ericsson, care a livrat aplicația software și echipamentul necesar conectării centrelor de preluare a apelurilor și agențiile dispecer. Sistemul Național Unic pentru Apeluri de Urgență (SNUAU) reprezintă o componentă importantă a obligațiilor serviciului universal, fiind prevăzut și în una din Directivele semnificative pentru politicile sectorului de telecomunicații din acquis-ul UE.
Numărul de urgență 112 a fost implementat și în Republica Moldova în 2018, acesta înlocuind serviciile separate de urgență pentru pompieri, poliție și ambulanță.